# Four à griller des anciennes forges d'Allevard
Le four à griller des anciennes forges d'Allevard est un ancien four utilisé pour le grillage du minerai de fer situé sur la commune de Crêts en Belledonne dans le département de l'Isère en France. Il est labellisé Patrimoine en Isère.
Il constitue un des rares exemples de fours à griller conservés en France, au coté notamment des fours similaires de la Ferrière-aux-Étangs en Normandie.

## Localisation
Le four est situé au lieu-dit Champ-Sappey, immédiatement au bord de la route départementale, sur l'ancienne commune de Saint-Pierre-d’Allevard, incluse dans l'actuelle commune de Crêts en Belledonne.

## Description et fonctionnement
Le grillage permet d'enrichir le minerai par décarburation de la sidérite, pour faire passer son taux de fer de 37% à 46%. Ce traitement nécessite de monter le minerai à une température de plus de 400 °C.
Le four est installé sur un terrain en pente afin de faciliter le transport du minerai, avant et après traitement. Il est chargé en minerai et en combustible (charbon) par le haut, ceux-ci arrivant par wagonnets sur une plate-forme située au niveau de la gueule du four : les rails passent jusqu'au dessus du four et une passerelle circulaire en fait le tour pour permettre la manutention des wagonnets. L'air nécessaire à la combustion est quant à lui conduit au centre du four par une buse alimentée par un ventilateur situé à l’extérieur à l’extrémité d'une conduite. Le grillage dure une trentaine d'heures
Si les parois du four sont construites en briques réfractaires et cerclées de fer, sa sole est constituée de plaques en fonte. Leur profil concave facilite l'évacuation du minerai grillé, chargé à l'aide de pelle dans des wagonnets aux pieds du four.

## Histoire
Du fer est extrait des mines d'Allevard depuis la période médiévale. En 1874, après avoir racheté les concessions minières, Schneider & Cie installe au lieu-dit Champ-Sappey son site de traitement du minerai. Depuis les mines de la Taillat, le minerai descend en wagonnets sur des plans inclinés les 1,5 km qui séparent le site d'extraction de celui de traitement. Un premier four de grillage est construit sur le site, remplacé en 1880 par trois nouveaux fours. Une fois grillé, la production est acheminée jusqu'au Cheylas par le chemin de fer des forges d'Allevard, puis de là jusqu'au Creusot. 
En 1899 Schneider & Cie vend les installations de Champ-Sappey, devenue trop coûteuses, aux Forges d'Allevard, et les six fours alors présents sur le site sont détruits. Les Forges d'Allevard envisagent de reconstruire un nouveau four à partir de 1902 et le four conservé de nos jours est finalement érigé en 1905. Il fonctionne jusqu'en 1922, date à laquelle les mines sont fermées, le site industriel ne produisant plus alors que de l'acier électrique à partir de ferrailles.
Le four est restauré en 1997 à l'initiative de la commune de Saint-Pierre-d'Allevard, avec le concours de la DRAC, du département de l'Isère et de la région Rhône-Alpes. Soumis aux intempéries et aux gelées, partiellement recouvert par de la végétation, le four fait l'objet d'un entretien, d'un sablage et d'une nouvelle réfection par la commune en 2021.
Le site est labellisé Patrimoine en Isère en 2012.